# Azerbajdzsán himnusza
Az azeri himnusz zenéjét Üzejir Hadzsibejov híres zeneszerző (1885–1948) szerezte a rövid életű, 1918–1920 között fennállt Azerbajdzsáni Demokratikus Köztársaság számára. Ahmed Javad (1892–1937) versével 1992-ben ez lett a Szovjetunióból kivált új Azerbajdzsáni Köztársaság himnusza.

## Szövege

### Dövlet Himni
| Latin betűvel (hivatalos) | Cirill betűvel | Arab betűvel |
| Azərbaycan! Azərbaycan! Ey qəhrəman övladın şanlı Vətəni! Səndən ötrü can verməyə cümlə hazırız! Səndən ötrü qan tökməyə cümlə qadiriz! Üçrəngli bayrağınla məsud yaşa! Minlərlə can qurban oldu, Sinən hərbə meydan oldu! Hüququndan keçən əsgər, Hərə bir qəhrəman oldu! Sən olasan gülüstan, Sənə hər an can qurban! Sənə min bir məhəbbət Sinəmdə tutmuş məkan! Namusunu hifz etməyə, Bayrağını yüksəltməyə Namusunu hifz etməyə, Cümlə gənclər müştaqdır! Şanlı Vətən! Şanlı Vətən! Azərbaycan! Azərbaycan! | Азәрбајҹан! Азәрбајҹан! Еј гәһрәман өвладын шанлы Вәтәни! Сәндән өтрү ҹан вермәјә ҹүмлә һазырыз! Сәндән өтрү ган төкмәјә ҹүмлә гадириз! Үчрәнҝли бајрағынла мәсʼуд јаша! Минләрлә ҹан гурбан олду, Синән һәрбә мејдан олду! Һүгугундан кечән әсҝәр, Һәрә бир гәһрәман олду! Сән оласан ҝүлүстан, Сәнә һәр ан ҹан гурбан! Сәнә мин бир мәһәббәт Синәмдә тутмуш мәкан! Намусуну һифз етмәјә, Бајрағыны јүксәлтмәјә Намусуну һифз етмәјә, Ҹүмлә ҝәнҹләр мүштагдыр! Шанлы Вәтән! Шанлы Вәтән! Азәрбајҹан! Азәрбајҹан! | آذربایجان! آذربایجان! ای قهرمان اولادین شانلی وطنی! سندن اوترو جان ورمه‌یه جومله حاضریز! سندن اوتروقان توکمه‌یه جومله قادیریز! اوچرنگلی بایراقین‌لا مسعود یاشا! مینلرله جان قوربان اولدو، سینن حربه میدان اولدو! حقوقوندان کچن عسکر، هره بیر قهرمان اولدو! سن اولاسان گولوستان، سنه هرآن جان قوربان! سنه مین بیر محبت سینه‌مده توتموش مکان! ناموسونو حیفظ اتمه‌یه، بایراقینی یوکسلتمه‌یه ناموسونو حیفظ اتمه‌یه، جومله گنجلر موشتاقدیر! شانلی وطن! شانلی وطن! آذربایجان! آذربایجان! |

### Nemzeti Himnusz
Azerbajdzsán, Azerbajdzsán
Hős fiak áldott földje!
Mind készen állunk életünk adni teérted,
Mind készen állunk a vérünket ontani érted.
Élj boldogan háromszínű lobogóddal!
Élj boldogan háromszínű lobogóddal!
Több ezer lelket áldoztak fel érted,
Csatamezővé vált kebeled.
A katonák, kik érted adták éltüket,
Hősök mindannyian.
Válj virágzó kertté,
Bármely pillanatban érted adnánk
Életünk és lelkünk.
Ezer és egy drága szó él szívemben
Becsületed fenntartani,
Lobogódat felemelni,
Becsületed fenntartani
Minden ifjú készen áll.
Áldott föld, áldott föld!
Azerbajdzsán! Azerbajdzsán!
Azerbajdzsán! Azerbajdzsán!